# پرویز امروز
پرویز امروز (انگلیسی: Parvez Imroz) وکیل و فعال حقوق بشر اهل هند است. او یک فعال حقوق مدنی در کشمیر، مرکز سرینگر و جامو و کشمیر است. او بنیانگذار و رئیس ائتلاف جامعه مدنی جامو و کشمیر (JKCCS) است که برای ایجاد اتحادهای محلی میان گروه‌های جامعه مدنی کشمیری، اجرای کمپین وکالت، نقض حقوق اسناد و ارائه کمک حقوقی به قربانیان تلاش می‌کند. او همچنین نماینده دیوان بین‌المللی مردم در مورد حقوق بشر و عدالت در کشمیر تحت کنترل هند است.
در سال ۲۰۰۸ او به همراه تیمش، تعداد بسیار زیادی گور جمعی را کشف کرد.